# Samuel Lehtonen
Samuel Lehtonen (* 3. Februar 1921 in Helsinki; † 20. August 2010) war ein Bischof der Evangelisch-Lutherischen Kirche Finnlands.
Lehtonen wurde 1921 als Sohn des späteren Bischofs von Tampere, Aleksi Lehtonen, in Helsinki geboren. Im Jahr 1946 erhielt er seinen Studienabschluss und wurde im selben Jahr in Turku zum Geistlichen ordiniert. 1956 erhielt er sein theologisches Lizenziat.
Lehtonen war für viele Jahre Pfarrer im Bistum Helsinki, unter anderem war er von 1962 bis 1982 Vikar in Tapiola. Zwischen 1970 und 1989 beteiligte er sich am Dialog mit der Russisch-Orthodoxen Kirche in Finnland.
1982 wurde Lehtonen Bischof von Helsinki und bekleidete dieses Amt bis zu seiner Emeritierung 1991. Als Bischof weihte er 1988 die erste Priesterin, was die erste Frauenordination in Finnland darstellte.
Die Universität Helsinki verlieh ihm 1980 einen Ehrendoktor in Theologie.